# Susann Baller
Susann Baller ist eine deutsche Historikerin und Afrikawissenschaftlerin. Sie ist seit 2021 Direktorin am internationalen Forschungskolleg Maria Sibylla Merian Institute for Advanced Studies in Africa (MIASA) in Accra (Ghana). Zuvor hat sie u. a. in Berlin, Basel, Paris sowie Ann Arbor (Michigan) geforscht und gelehrt und war von 2017 bis 2020 Programmleiterin der Transnationalen Forschungsgruppe „Die Bürokratisierung afrikanischer Gesellschaften“ des Deutschen Historischen Instituts Paris am Standort Dakar (Senegal). Sie forschte über Staatsbesuche, Macht und ihre Repräsentationen während der Dekolonisation in Westafrika.

## Biographie und wissenschaftliche Karriere
Baller studierte an der Humboldt-Universität zu Berlin (HU) Kulturgeschichte und Afrikawissenschaften mit einem vom Deutschen Akademischen Austauschdienstes (DAAD) geförderten Auslandsaufenthalt an der Université Cheikh Anta Diop de Dakar im Senegal (1998/99). Sie erhielt 2003 ein Pilz-Stipendium des Wissenschaftskollegs zu Berlin (Januar–Juni) und ein weiteres Stipendium des DAAD zum Archiv- und Feldforschungsaufenthalt im Senegal (Juni–September). Von 2003 bis 2006 war sie Wissenschaftliche Mitarbeiterin im Bereich Geschichte Afrikas, Seminar für Afrikawissenschaften der HU zu Berlin und von 2006 bis 2008 Wissenschaftliche Mitarbeiterin am DFG-Sonderforschungsbereich (SFB) 640 Repräsentationen sozialer Ordnungen im Wandel an der HU Berlin. Im Jahre 2009 promovierte sie an der Humboldt-Universität zu Berlin mit einer Dissertation zum Thema „Spielfelder der Postkolonie. Jugendpolitik, Fußball und Stadtgeschichte im Senegal, 1950–2008“. 
Von 2008 bis 2014 war sie Wissenschaftliche Assistentin am Lehrstuhl für Geschichte Afrikas, Departement Geschichte an der Universität Basel. Im Jahr 2014 war sie Gastwissenschaftlerin am Institut des mondes africaines (IMAF) in Paris, mit Förderung des SNF. Im Jahr 2015 war sie Gastwissenschaftlerin am Eisenberg Institute for Historical Studies an der University of Michigan, mit Förderung des SNF. Im Juli bis Dezember 2016 erhielt sie ein Forschungsstartstipendium am Deutschen Historischen Institut Paris (DHIP) zur Vorbereitung des Projektes „Die Bürokratisierung afrikanischer Gesellschaften“. Von 2017 bis 2020 war sie Wissenschaftliche Programmleiterin der gleichnamigen transnationalen Forschungsgruppe des DHIP am Standort Dakar. 
Im Jahr 2021 wurde sie neben Grace Diabah eine der beiden Direktorinnen am Maria Sibylla Merian Institute for Advanced Studies in Africa (MIASA) mit Sitz in Accra, gefördert vom Bundesministerium für Bildung und Forschung (BMBF).

## Forschungsgebiete
- Die Bürokratisierung afrikanischer Gesellschaften
- Stadtgeschichte in Afrika
- Sport- und Jugendgeschichte in Afrika
- Dekolonisation und Unabhängigkeit
- Produktion von Staatlichkeit
- Politische Kultur- und Sozialgeschichte

## Publikationen

### Monografien
- Spielfelder der Stadt. Fußball und Jugendpolitik im Senegal seit 1950, Köln 2010

### Sammelbände (Auswahl)
- The Bureaucratization of African Societies: Everyday Practices and Processes of Negotiation. Francia 48 (2021).
- (mit Scarlett Cornelissen), Sport, Leisure and Consumption in Africa. The International Journal of Sport History 30 (2013) 16.
- (mit Giorgio Miescher, Ciraj Rassool), Visualizing the Game: Global Perspectives on Football in Africa. London, New York 2013.
- (mit Giorgio Miescher, Ciraj Rassool), Visualizing the Game: Global Perspectives on Football in Africa. Soccer & Society 13, Nr. 2 (2012).
- (mit Scarlett Cornelissen), Sport and the City in Africa. The International Journal of Sport History 28 (2011) 15.
- (mit Martha Saavedra), Les terrains politiques du football. Politique africaine 118 (2010).
- (mit Michael Pesek, Ruth Schilling, Ines Stolpe), Die Ankunft des Anderen. Repräsentationen sozialer und politischer Ordnungen in Empfangszeremonien, Frankfurt am Main/New York 2008.
- The Other Game: The Politics of Football in Africa. Afrika Spectrum 41 (2006) 3.

### Artikel und Bucheinträge (Auswahl)
- The Bureaucratization of African Societies: Everyday Practices and Processes of Negotiation, in: Francia 48 (2021), S. 411–417.
- Urban Football Performances: Playing for the Neighbourhood in Senegal, 1950s-2000s, in: Africa 84 (2014) 1, S. 17–35.
- (mit Scarlett Cornelissen) Introduction: Sport, Leisure and Consumption in Africa, in: The International Journal of Sport History 30 (2013) 16, S. 1867–1876.
- Football and the Representation of History: The Senegalese 2002 »Success Story« in Football Cartoons and Advertisements, in: Soccer & Society 13 (2012) 2, S. 309–326.
- (mit Scarlett Cornelissen), Prologue: Sport and the City in Africa, in: The International Journal of Sport History 28 (2011) 15, S. 2085–2097.
- (mit Martha Saavedra) La Politique du football en Afrique: mobilisations et trajectoires, in: Politique africaine 118 (2010), S. 5–21.
- (mit Karen Krüger) Zu Gast in Frankreich. Afrikanische Delegationen auf Reisen zum französischen Nationalfeiertag in den 1950er Jahren, in: Susann Baller, Michael Pesek, Ruth Schilling, Ines Stolpe (Hg.), Die Ankunft des Anderen. Repräsentationen sozialer und politischer Ordnungen in Empfangszeremonien, Frankfurt am Main, New York 2008, S. 170–195.
- Youth, Theatre and Sports: Creating »Conscious« Citizens within the Senegalese Nawetaan Movement, in: Africa Insight 37 (2007) 3, S. 376–387.
- Transforming Urban Landscapes: Soccer Fields as Sites of Urban Sociability in the Agglomeration of Dakar, in: African Identities 5 (2007) 2, S. 217–230.

## Auszeichnungen
- 2010: Auszeichnung für innovative Lehre der Historisch-Philosophischen Fakultät der Universität Basel.[3]